# اليمن الثورة والحرب
اليمن الثورة والحرب حتى عام 1970م هو كتاب تحليل علمي للثورة اليمنية 26 سبتمبر وتداعياتها، من يوم قيامها إلى آخر مرحلة الحصار مطلع العام 1968م، من تأليف الضابط والصحفي البريطاني إدجار أوبالانس ، وترجمة عبد الخالق محمد لاشيد.

## محتوى الكتاب
اشتمل الكتاب على مقدمة للمؤلف فالمترجم،ويتكون من أحد عشر فصلا:
- الفصل الأول: اليمن قبل الثورة.
- الثاني: خصصه عن الإمام أحمد حميد الدين
- الثالث: الثورة.
- الرابع: حرب الإمام ضد الثورة.
- الخامس: تدخل الأمم المتحدة.
- السادس: المأزق المبكر للثورة ونقطة الجمود.
- السابع: استمرار المأزق ونقطة الجمود.
- الثامن: شقاق الجمهوريين.
- التاسع: مؤتمر حرض.
- العاشر: سقوط السلال.
- الحادي عشر: حصار صنعاء وملحمة الصمود. ثم ملحقين خاصين بدراسة الشخصيات والقوى اليمنية.[1]

## المؤلف
العقيد إدجار أوبلانس  (بالإنجليزية: Edgar O'Ballance)‏ (ولد في 17 يوليو 1918- 28 يوليو 2009) هو ضابط بريطاني وصحفي وباحث ومحاضر أكاديمي متخصص في العلاقات الدولية والقضايا الدفاعية.
خدم إدجار في الجيش البريطاني حتى عام 1948 حيث عمل صحفيًّا لوكالة أنباء أمريكية حتى عام 1962 وخلال عمله كصحفي غطى أكثر من 20 حربًا ونزاعًا مسلحًا حول العالم، وكتب العديد من المقالات حول العلاقات الدولية، لديه مايقارب 40 مؤلفًا، والعديد من المقالات الدفاعية وعن العلاقة الدولية، كان عضوًا في المعهد الدولي للدراسات الإستراتيجية.